# Ямліханов Радік Рамільйович
Радик Рамільєвич Ямлиханов (рос. Радик Рамильевич Ямлиханов; нар. 30 січня 1968, д. Кармаскалы, Стерлітамацький район, Башкирська АРСР, РРФСР, СРСР) — радянський і російський футболіст, відомий за виступами в «Уралмаші» та «Факелі».

## Кар'єра гравця
Футболом почав займатися з 1979 року, перший тренер — Віктор Пилипович Нуйкин. У 1986 році з'явився в основі клубу «Гастелло» (Уфа), де провів 2 сезони. У 1988—1989 роках виступав за смоленську «Іскру».
У 1990 році грав за дубль клубу вищої ліги «Динамо» Київ. За основу киян жодного матчу так і не зіграв, провівши в дублі 14 матчів і забив 1 м'яч у ворота дубля волгоградського «Ротора». З вересня 1990 року поповнив склад воронезького «Факела». Всього за 1,5 року за клуб провів 49 матчів, відзначився 7-а голами. Покинув клуб через відставки головного тренера Сергія Савченкова, оскільки прийшов на його місце Федір Новиков відмовився від послуг футболіста.
Напередодні початку сезону 1992 року перейшов у клуб вищої ліги «Уралмаш». У команді провів 5 сезонів (138 матчів, 10 голів), був одним з лідерів на полі. У 1996 році зіграв 5 матчів і забив 1 гол в Кубку Інтертото.
Після вильоту «Уралмашу» в 1996 році з вищої ліги повернувся в «Факел», де тренером був знайомий йому Сергій Савченков. Клуб напередодні сезону 1997 року вийшов у вищу лігу і потребував підсилення. У новій команді також став лідером, стабільно грав у центрі півзахисту. Однак за підсумками 1997 року клуб опустився назад у першу лігу.
У 1999 році завоював з командою друге місце в першому дивізіоні, в окремих матчах виводив команду на поле з капітанською пов'язкою. Разом з командою провів два сезони у вищій лізі. За підсумками сезону 2001 року «Факел» знову вилетів у перший дивізіон, а Ямліханов достроково покинув команду після звинувачень з боку керівництва в слабкій грі. Всього у Воронежі провів 5 сезонів, зіграв 144 матчі, забив 5 м'ячів.
У 2002 році виступав за «Металург» (Липецьк) і «Нафтохімік» (Нижньокамськ). 2003 року повернувся в єкатеринбурзький «Урал». У 2004 році грав у воронезькому «Динамо» в турнірі КФК в зоні «Чернозем'я». За підсумками сезону вболівальники і засновники клубу визнали його найкращим у команді. По закінченні сезону завершив кар'єру.

## Кар'єра тренера
Ще будучи футболістом розпочав тренерську діяльність. У 2004 році працював асистентом у «Динамо» (Воронеж). У 2005-2007 роках допомагав головному тренеру клубу Іртиш (Павлодар) Сергію Волгіну. У липні 2007 року приєднався до тренерського штабу клубу Нафтовик-Укрнафта, а 17 листопада 2008 року очолив охтирський колектив, яким керував 17 травня 2009 року. З 26 травня 2009 року по 25 липня 2010 року — головний тренер клубу «Факел-Воронеж», а з серпня й до заверщення 2010 року очолював «Факел-2». 10 жовтня 2010 року призначений на посаду головного тренера «Вибор-Курбатова», з яким пропрацював до 13 березня 2015 року, коли його було звільнено з займаної посади.

## Досягнення

### Командні
«Уралмаш» (Єкатеринбург)
- Кубок Інтертото
  - 1/2 фіналу: 1996

«Факел» (Воронеж)
- Першість ФНЛ
  -  Чемпіон (1): 1999

## Родина
Одружений, син Роберт — футболіст, грав у складі футбольного клубу «Вибір-Курбатово».